# Atlapetes tricolor
El atlapetes tricolor (Atlapetes tricolor) es una especie de ave paseriforme en la familia Passerellidae endémica del Perú. Anteriormente se incluía al atlapetes del Chocó en esta especie, pero ahora se consideran especies separadas.

## Distribución y hábitat
Se la encuentra únicamente en los Alpes del Perú. Su hábitat natural son los bosques montanos húmedos tropicales, aunque también vive en los bosques degradados.